# Ткачов Андрій Юрійович
Андрій Юрійович Ткачов (нар. 30 грудня 1969, Львів, УРСР) — пропагандист, священнослужитель РПЦ, митрофорний протоієрей, клірик храму святителя Василя Великого, Патріаршого двору у селі Зайцеве Одинцовського району Московської області, проповідник, телеведучий. Автор книг. Кілька років служив в храмі Агапіта Печерського, згодом у храмі святого Луки поблизу Київського медуніверситету. Відомий українофобськими поглядами і проповідями, спрямованними проти існування України як держави.

## Життєпис

### Львівський період
Народився 30 грудня 1969 року у Львові.
У 15-річному віці вступив у Московське суворовське військове училище, а пізніше — у Військовий інститут Міністерства оборони СРСР у Москві на факультет спецпропаганди (спеціалізація — перська мова); курс навчання в ньому не завершив, покинувши інститут з формулюванням «за небажання вчитися». Під час служби в армії ознайомився з священими текстами Бгаґавад-Ґіти.
Повернувшись до Львова, працював вантажником у магазині, паламарем і сторожем в православному храмі. На становлення майбутнього протоієрея справив великий вплив якийсь «старший друг» — один із відомих місцевих неформалів хіпі зі Львова, який любив читати Євангеліє і відвідувати православні монастирі. Через рік церковного служіння за порадою батьків-духівників" вступив у духовну семінарію.
З 1992 по 1994 рік навчався (екстерном) в Київській духовній семінарії, де познайомився з майбутніми архімандритом Лонгіном (Чорнухою). Вступив в Київську духовну академію, але був відрахований з неї через невідвідування лекцій. Згодом отець Андрій зізнавався, що через активний спосіб життя «повноцінне навчання є проблематичним», називав себе «самоучкою».
6 травня 1993 року у Львові був висвячений у сан диякона, 5 листопада 1993 року — в сан священика. Дванадцять років перебував у клірі храму Святого Георгія Побідоносця у Львові. У Львівській богословській академії на запрошення читав «Основи християнської східної духовності». Протягом року викладав Закон Божий (що іменувався в програмі «етикою») в одній з російських львівських загальноосвітніх шкіл.

### Київський період
2005 — переїхав з родиною до Києва. Став настоятелем храму Агапіта Печерського до кліру. Незабаром через хвороби настоятеля ще за його життя Андрій сам став настоятелем цього храму, прослуживши там з 2006 по 2014 роки.
20 травня 2012 року виступав на фестивалі «Всі разом — за сім'ю» на Контрактовій площі у Києві. 27 вересня того ж року брав участь у освяченні мікрорайону Воздвиженка у Києві.
2013 — керівник місіонерського відділу Київської єпархії УПЦ, ведучий на релігійному телеканалі «Київська Русь».

### Московський період
У червні 2014 року переїхав до Росії, був тимчасово призначений до кліру домового храму мучениці Татіани при МДУ 18 серпня зарахований до кліру Москви, став понадштатним кліриком храму Воскресіння Словущого на Успенському Вражку. Місцем його служіння стала підмосковна гімназія Святого Василя Великого, де він очолив законовчительську частину. Служити ж в храмі Воскресіння Словущого Андрій мав у вільні від шкільного послуху дні. Служіння в Росії супроводжував критикою щодо РПЦвУ як адміністративної структури, її священства і пастви.
Андрій назвав УПЦ «неспроможною, двозначною організацією». «Чимала частина так званого „українського народу“ і його пастирів» була зарахована їм в розряд «відступників з числа фальшивих братів».
Указом від 12 жовтня 2017 року Андрій Ткачов звільнений від несомого послуху понадштатного клірика храму Воскресіння Словущого на Успенському Вражку і призначений штатним кліриком храму святителя Василія Великого, Патріаршого двору у селі Зайцево Одінцовського району Московської області.

## Ткачов і Україна
Про Євромайдан казав наступне:
Если бы мы спросили людей, стоящих на Майдане, кто из них читал Соглашение об ассоциации, — уверен, что услышали бы одинокие голоса. В этом вся проблема. Спросите их, что вам нравится в этом документе и что не нравится. Мы видим «шариковый» большевизм: «не читал, но осуждаю», «не читал, но одобряю». Людей захватывает волна патриотизма, надежды на счастье, о котором они не имеют представления. И за это «счастье» они самоотверженно воюют.
25 січня 2014 року так описував Революцію гідності:
Я молюсь о том, чтобы Господь вселил страх и трепет в сердца и в кости мятежников. Чтобы Бог послал им болезнь в дом и болезнь на улице, страх на улице и страх в дома. Чтобы они ни покоя не имели, чтобы они сожрали друг друга — пусть гад сожрёт гада! Я жалеть о них не буду. Это страшные враги нашего будущего и страшные враги сегодняшнего настоящего. Я их не жалею! Я о них не молюсь!
Покинувши Україну, названу ним «бараком божевільних», Андрій так написав про це:
Чем дальше от квазигосударства «Украина», тем легче и дышать, и давать оценку. Отъехал на километр от границы — уже легче, на тысячу — совсем легко. К сожалению, многие в России не до конца понимают, каким зачумленным местом стала ныне эта земля, полная общерусских православных святынь. Там происходит настоящее коллективное беснование! Люди сошли с ума от своего безбожия. Пресловутая религиозность «украинского народа» в массе своей оказалась на поверку пустышкой.
Заявляв, що Україна — це кровожерний демон, існування якого безглуздо, і що вона населена божевільними росіянами.
Під час збройної агресії Росії проти України у 2022 році виступав з українофобськими та дискредитуючими ЗСУ і релігійну політику української влади заявами.
Так, 10 червня 2022 на російському Youtube-каналі «Дайтє сказать!», він розмірковував на теми «надзвичайної жорстокості ЗСУ по відношенню до російських полонених», переслідування «істинно» православних віруючих, знищення нібито воїнами ЗСУ православного скита у Святогорську, звинуватив жителів західних областей України у вбивствах православних священників. Крім того, Ткачов ототожнив Бандеру з Муссоліні, назвав Україну «заповідником різних релігійних течій, крім канонічного православ'я», заявив, що на Майдані пропагувались ідеї сатанізму тощо.

## Критика
Окремі слова і висловлювання Ткачова неодноразово піддавалися критиці за грубість, агресивність і некомпетентність.
В інтерв'ю газеті «2000» 21 квітня 2006 року на питання, чи не надто він агресивний у своїх проповідях щодо Заходу, Андрій відповів: «Я б не хотів, щоб це було правдою, але якщо це видно зі сторони, значить, так і є». І пообіцяв «тепер бути стриманішим».

«Після дзвінків стурбованих архієреїв і листів обурених віруючих» 6 лютого 2014 року Ткачов був викликаний в Київську митрополію для пояснень з приводу гучної проповіді. У результаті священик Андрій визнав, що він «висловлював свої особисті думки не з Євангелія, а від себе». У 2015 році в одному з ефірів на радіостанції «Радонеж» протоієрей Андрій Ткачов кілька разів несхвально висловився про російських поетів та англіканство: поет Сергій Єсенін, за висловом Ткачова, «примітивна людина» і «конкретний баклан», а «Володимир Маяковський — ще більш дивний». Англіканська церква була осуджена за форму управління:
У нас ніколи такого не було, щоб вважати людину смертну, замшілу, смердючу главою Церкви. Це може бути лише в Англії, де стара Єлизавета вважається главою Церкви, але це проблема англіканців.
Резонанс у пресі викликало його слово до київської пастви, у якому він пропонував чоловікам як виховні цілі по відношенню до їх дружин застосовувати насильство («потрібно жінку ламати об коліно» тощо).
Жорстким став відеоролик православної соціальної мережі «Елици» (згодом видалений), в якому священик називав жінок, які не зберегли цноту до шлюбу «скаженими собаками», «безсовісними сволотами», і пропонував дати їм «кулака … під щелепу». Пізнання в природознавстві, висловлені Андрієм Ткачовим, піддалися критиці священика Олександра Пикалева. В ефірі православного телеканалу «Царьград ТВ» в передачі «Свята правда» протоієрей Андрій Ткачов озвучив свою думку щодо теорії еволюції і сучасного знання в цілому. На думку Пикалева, Ткачов допустив ряд суттєвих помилок в обговорюваній галузі знань та продемонстрував свою некомпетентність у даному питанні.
Протодиякон Андрій Кураєв після переїзду Ткачова в Росію часто висловлювався про нього несхвально.
Священик Георгій Максимов критикував отця Андрія за його вчення про спасіння.

## Деякі погляди
Хвороби і страждання дітей, на думку Ткачова, пов'язані з гріховністю батьків, які обожнюють своїх дітей.
Казав, що «Євромайдан — це бісівство у квадраті».
Висловився на підтримку нападу Росії на Україну 24 лютого 2022 року, назвавши Майдан, коренем зла.
5 березня 2022 року на російському каналі Царьград ТВ вийшло відео з проповіддю Ткачова під назвою «Бог страшен во гнєвє», в якому у з натяком на «спецоперацію» Ткачов погрожував розправою від Бога Йенсу Столтенбергу, ОБСЄ та згадував керівників Євросоюзу «какого-нібудь Барреля та какого-нібудь Баррозу».
Також Ткачов є учасником пропагандистсько-релігійних відео, у яких у дусі кращіх зразків радянської пропаганди джерелом та столицею світового зла показані США.
Стверджує, що "там, де сьогодні відбуваються вбивства, там учора було багато блуду. І якщо ми хочемо припинити вбивства, це буде марно, якщо ми не припинимо блуд спочатку. Тому, що блудники будуть вбивати один одного або самі себе будуть вбивати. Це непорушний закон".
Закликав російських жінок "не роздягатись перед лікарями" .

## Санкції
23 січня 2023 року доданий до санкційного списку України.

## Сім'я
Одружений, виховує чотирьох дітей.

## Твори
- Смотри, небо становится ближе… — Лепта-Книга, 2008. — 272 с.
- Мысли о покаянии. — М.: Изд-во Сретенского монастыря, 2009. — 32 с.
- Мы вечны! Даже если этого не хотим. — Н. Оріанда: Родное слово. 2009. — 304 с.
- Письмо к Богу. — М.: Даниловский благовестник, 2010. — 400 с.
- Тебе и мне Бог письмо написал. — К.: Послушник, 2010. — 256 с.
- Первое чудо. Беседы о семье и браке. — К.: Послушник, 2010. — 224 с.
- Крылатый лев. — Львів: ЛА Пираміда, 2010. — 116 с.
- Приготовление к смерти. — М.: Изд-во Сретенского монастыря, 2010. — 16 с. — (Таинства и обряды).
- Лоскутное одеяло. — К.: Послушник, 2011. — 288 с.
- Миссионерские записки. — М.: Изд-во Сретенского монастыря, 2011. — 144 c.
- Человеческое измерение. Статьи и беседы. — К.: Послушник, 2011. — 352 с.
- В присутствии Бога. Беседы о Ветхом Завете. — К.: Послушник, 2011. — 228 с.
- Пыль на соломенных погонах. — К., 2012. — 208 с.
- Мы вечны! Даже если этого не хотим. Книга 2. — Родное слово, 2012. — 608 с.
- «Страна чудес» и другие рассказы. — М.: Изд-во Сретенского монастыря, 2013. — 256 с.
- Земные ангелы, небесные человецы. — М.: Изд-во Данилова монастыря, 2013. — 192 с.
- «Возвращение в рай» и другие рассказы. — М.: ОЛМА, 2013. — 624 с.
- Христос — семи Церквам. — М.: Изд-во Сретенского монастыря, 2015. — 64 с.
- Беглец от мира. — М.: Изд-во Сретенского монастыря, 2015. — 304 с.
- Проповедь о проповеди. — М.: Изд-во Сретенского монастыря, 2015. — 112 с.
- Миссионерские записки. — М.: Изд-во Сретенского монастыря, 2015. — 256 c.
- Возвращение домой. Когда рождается вера. — М.: ЭКСМО, 2015. — 240 с.
- Почему я верю: простые ответы на сложные вопросы. — Никея, 2016. — 237 с.
- Воздух небесного Града. — М.: Николин день, 2016. — 288 с. — ISBN 978-5-906570-68-0.